# Псалом 130

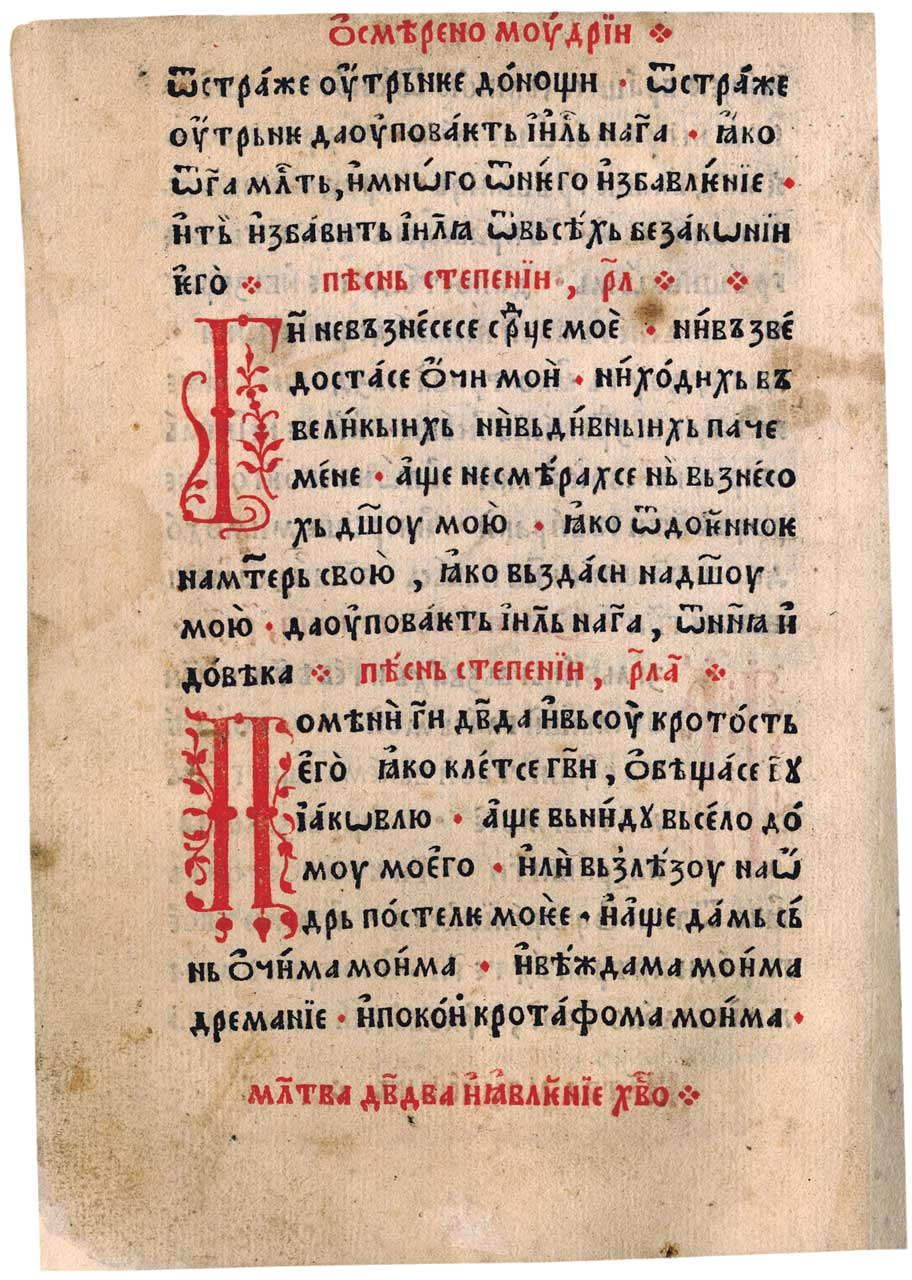
Сторінка із сербського «Горажданського псалтиря» із 130-им псалмом церковнослов'янською мовою (1521 рік)

Псало́м 130 (у масоретській нумерації — 131) — молитва, пісня з Книги Псалмів. Одна з пісень сходження Давида.

## Текст молитви
| Вірш | Гебрейська мова                                                                  | Давньогрецька мова (Септуаґінта) | Латинська мова (Вульгата)                                                                                                | Українська |
| ---- | -------------------------------------------------------------------------------- | --- | --- | --- |
| 1    | שִׁיר הַמַּעֲלוֹת, לְדָוִד:יְהוָה, לֹא-גָבַהּ לִבִּי-- וְלֹא-רָמוּ עֵינַי;וְלֹא-הִלַּכְתִּי, בִּגְדֹלוֹת וּבְנִפְלָאוֹת מִמֶּנִּי | ᾿Οιδὴ τῶν ἀναβαθμῶν· τῷ Δαυιδ. Κύριε, οὐχ ὑψώθη μου ἡ καρδία, οὐδὲ ἐμετεωρίσθησαν οἱ ὀφθαλμοί μου, οὐδὲ ἐπορεύθην ἐν μεγάλοις οὐδὲ ἐν θαυμασίοις ὑπὲρ ἐμέ. | Domine, non est exaltatum cor meum, neque elati sunt oculi mei, neque ambulavi in magnis, neque in mirabilibus super me. | Господи, серце моє не пишнилось, і очі мої не підносились, і я не ганявсь за речами, що більші й дивніші над мене!       |
| 2    | אִם-לֹא שִׁוִּיתִי, וְדוֹמַמְתִּי-- נַפְשִׁי:כְּגָמֻל, עֲלֵי אִמּוֹ; כַּגָּמֻל עָלַי נַפְשִׁי                         | εἰ μὴ ἐταπεινοφρόνουν, ἀλλὰ ὕψωσα τὴν ψυχήν μου ὡς τὸ ἀπογεγαλακτισμένον ἐπὶ τὴν μητέρα αὐτοῦ, ὡς ἀνταπόδοσις ἐπὶ τὴν ψυχήν μου.                           | Si non humiliter sentiebam,sed exaltavi animam meam: sicut ablactatus est super matre sua, ita retributio in anima mea.  | Таж я втихомирював і заспокоював душу свою, як дитя, від перс мами своєї відлучене, як дитина відлучена в мене душа моя! |
| 3    | יַחֵל יִשְׂרָאֵל, אֶל-יְהוָה-- מֵעַתָּה, וְעַד-עוֹלָם                                              | ἐλπισάτω Ισραηλ ἐπὶ τὸν κύριον ἀπὸ τοῦ νῦν καὶ ἕως τοῦ αἰῶνος.                                                                                             | Speret Israël in Domino, ex hoc nunc et usque in saeculum.                                                               | Хай надію складає Ізраїль на Господа відтепер аж навіки!                                                                 |

## Тлумачення
У християнській традиції традиційно тлумачиться як псалом покори і примирення.
(1) Господи, серце моє не пишнилось, і очі мої не підносились, і я не ганявсь за речами, що більші й дивніші над мене! Щоб не величатися, для цього корисне все, що говорить Псалмопівець, вправлятися в чесноті, протилежній звеличуванню, якої вчив і Спаситель, кажучи: (Мт. 18:3).
(2) Таж я втихомирював і заспокоював душу свою, як дитя, від перс мами своєї відлучене, як дитина відлучена в мене душа моя!
(3) Хай надію складає Ізраїль на Господа відтепер аж навіки!

## В музиці
Був покладений на музику. Зокрема відомі твори:
- Domine non est exaltatum (укр. Господи, не пишалося…) Орландо ді Лассо (1556) — з латинським текстом;
- Pseaume 131 (укр. Псалом 131) французького барокового композитора Паскаля Естокара (1583)[2] — з латинським текстом;
- Domine, non est exaltatum cor meum (укр. Господи, не пишалося серце моє…) Генріха Шютца (1625) — з латинським текстом;
- Domine non est exaltatum (укр. Господи, не пишалося…) нідерландського композитора Jules Vyverman — з латинським текстом;
- Zwei Slawische Psalmen (укр. 2 слов'янські псалми) сучасного естонського композитора Арво Пярта (1997)[3] — з церковнослов'янським текстом.